# Dermatite flagellaire

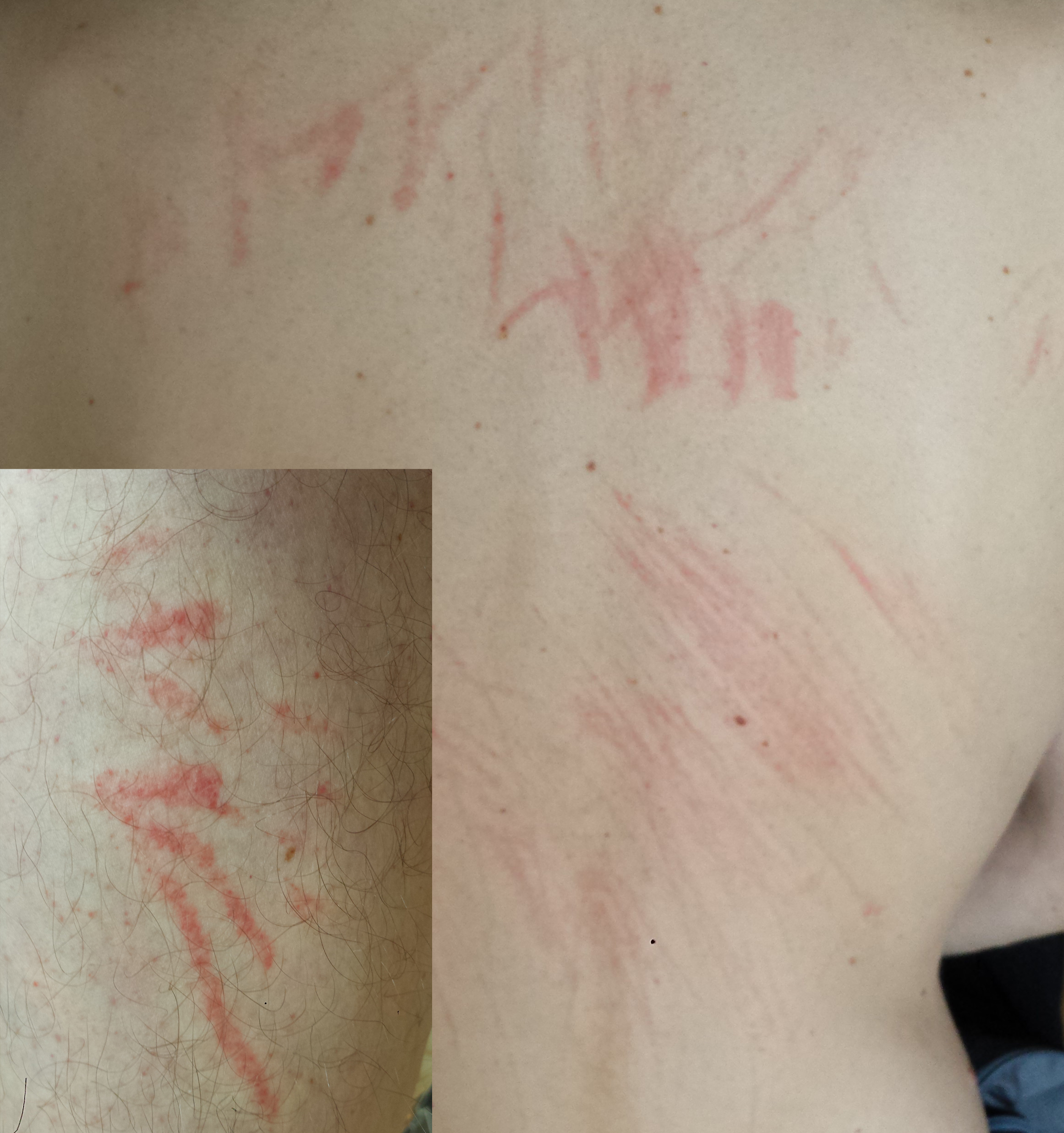
Lésion dans le dos et sur la jambe. Les stries apparaissent après grattage par le patient ou spontanément aux zones de friction ou de contact.

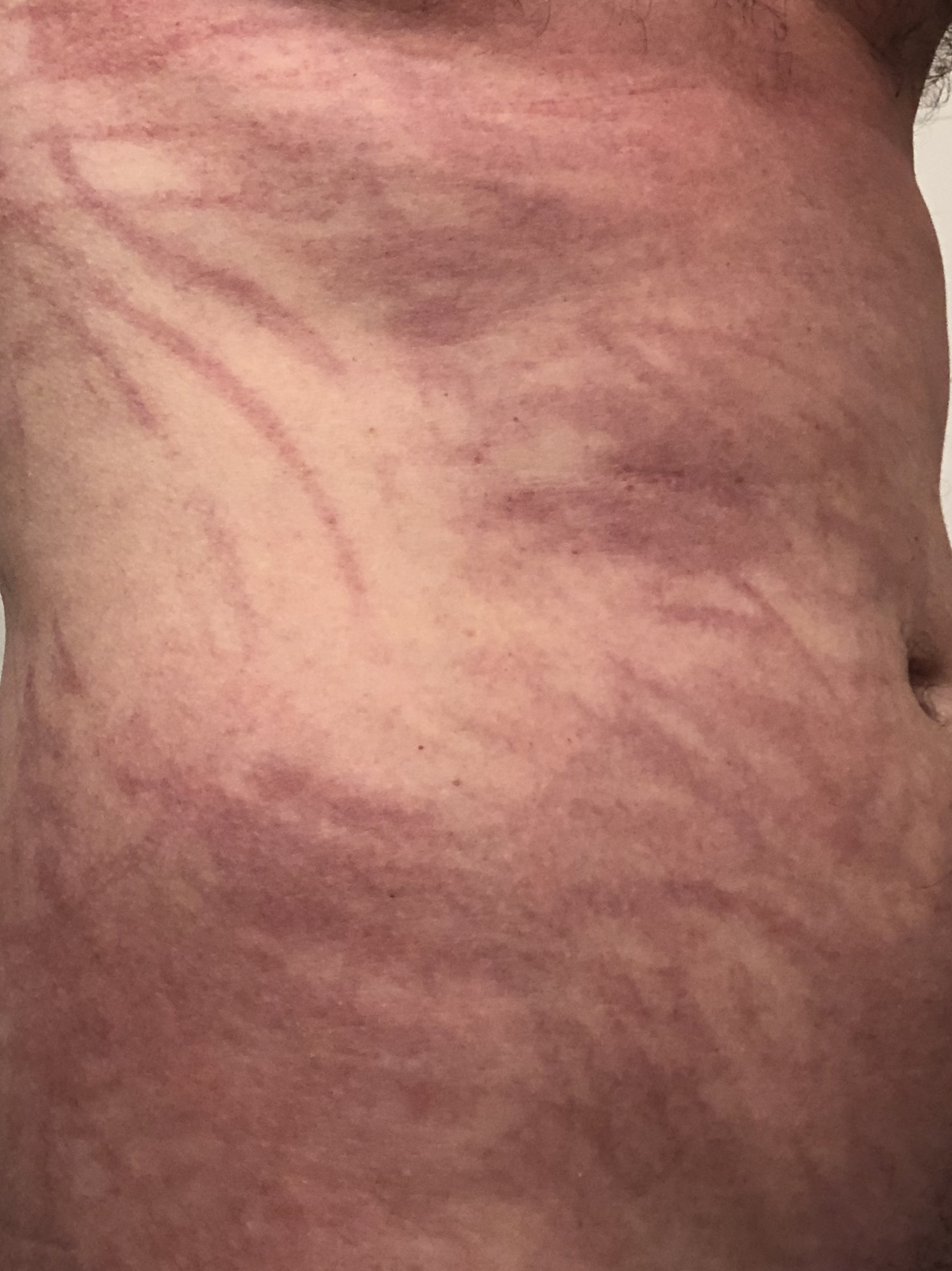
Les lésions en stries sont caractéristiques de cette dermatite.

Dermatite flagellaire (aussi connu comme "Dermite au shiitake", "dermatose flagellée au lentin du chêne", "toxicodermite induite par le shiitake") est une dermatite intensément prurigineuse caractérisée par des micropapules érythémateuses disséminées de 1 mm, observées dans un arrangement linéaire groupé secondaire au phénomène de Koebner dû au grattage par le patient. Elle est causée par l'ingestion de champignons shiitake et a été décrite la première fois en 1977 par Nakamura. 

## Cause
Bien qu'elle soit rarement observée en dehors de la Chine et du Japon en raison d'une plus faible incidence de consommation de shiitaké en dehors de ces régions, il existe une association bien établie entre la dermatite flagellée et l'ingestion de champignons shiitaké (Lentinula edodes). L'ingestion de bléomycine peut également causer des résultats similaires. À l'examen physique, une différence clé entre les deux est que les changements d'hyperpigmentation post-inflammatoire sont habituellement observés avec la dermatite flagellaire induite par la bléomycine et ne sont pas typiquement présents avec la dermatite flagellaire induite par le champignon shiitaké. 
Bien que la pathogenèse de la dermatite flagellée induite par le shiitaké ne soit pas claire, la théorie la plus argumentée est une réaction toxique au lentinan, un polysaccharide isolé des champignons shiitaké. Cependant, l'hypothèse d'hypersensibilités allergiques de type I et de type IV ont également été appuyées par le délai médian de 24 heures d'apparition, la clairance en 3 à 21 jours, le prurit sévère, les bienfaits des stéroïdes et des antihistaminiques et l'absence d'éclosions groupées chez les personnes exposées ensemble à des repas contenant des champignons shiitaké,. La plupart des cas signalés peu après sa découverte étaient dus à la consommation de champignons shiitaké crus, mais plusieurs cas ont été signalés depuis lors après la consommation de champignons entièrement cuits.

## Symptômes
Le temps médian d'apparition des symptômes à partir de l'ingestion de champignons shiitaké est généralement de 24 heures, allant de 12 heures à 5 jours. La plupart des patients se rétablissent complètement après 3 semaines, avec ou sans traitement. 